# Hörgárdalur
Hörgárdalur är en dal i republiken Island.   Den ligger i regionen Norðurland eystra, i den centrala delen av landet, 220 km nordost om huvudstaden Reykjavík. Dalen är cirka 50 km lång på den västra sidan av Eyjafjörður, med höga berg på båda sidorna. Fisket är bra i ån Hörgá som rinner genom dalen.

## Namnet
Förleden Hörg- kommer av ordet hörgur som betyder 'hedniskt blothus', som på svenska motsvaras av det kultplatsbetecknande 'harg'.

## Flögusel
Flögusel [ˈflœːɣʏˌsɛːl̥] var den första gården i dalen; söder om den punkten vänder dalen mer åt väster. En väg upp därifrån västerut över heden var tidigare en vanlig väg till Hólar, som ligger i Hjaltadalur.

## Skuggi
Skuggi [ˈskʏcːɪ] är platsen för en gård från vikingatiden som har undersökts av arkeologer i samarbete med det isländska arkeologiska institutet (Fornleifastofnun Íslands) för information om ekonomiska relationer under den tiden, särskilt med Möðruvellir och handelsbosättningen Gásir i Eyjafjörður.